# Katherine Espín
Katherine Elizabeth Espín (sinh ngày 15 tháng 11 năm 1992) là một người mẫu và nữ hoàng sắc đẹp người Ecuador. Cô được bầu chọn làm Hoa hậu Trái Đất Ecuador 2016. Cô được biết đến với vị thế là người chiến thắng trong cuộc thi Hoa hậu Trái Đất 2016, khiến cô trở thành người chiến thắng Hoa hậu Trái Đất thứ hai đến từ Ecuador, sau chiến thắng của Olga Álava, hoa hậu giành vương miện vào năm 2011. Cô cũng là giám đốc quốc gia của cuộc thi Hoa hậu Trái Đất Ecuador hiện nay.

## Hoa hậu Trái Đất 2016
Espin đại diện cho Ecuador tham gia cuộc thi Hoa hậu Trái Đất 2016 và thi đấu với 82 thí sinh khác từ khắp nơi trên thế giới. Trong các sự kiện trước cuộc thi, cô giành huy chương vàng tại buổi trình diễn báo chí, là một phần của giải thưởng "Nàng thơ của báo chí" và cũng giành vị trí đồng hạng với đại diện của Philippines, Imelda Schweighart. Khi các hoạt động trước cuộc thi được tiếp tục, cô giành được nhiều huy chương hơn: huy chương vàng cho cuộc thi mặc áo dài và áo dài của khu nghỉ mát; huy chương bạc cho phần thi áo tắm; huy chương đồng cho phần thi trang phục dân tộc. Ngoài việc nhận được một số huy chương, Espin có thể nhận được giải thưởng từ các nhà tài trợ khác nhau. Vào cuối cuộc thi, Espin trở thành người chiến thắng cuộc thi Hoa hậu Trái Đất 2016, nối tiếp thành công của đàn chị Olga Álava - Hoa hậu Trái Đất 2011.